# Smitch Point
Der Smitch Point ist eine markante Landspitze von Inexpressible Island in der Terra Nova Bay an der Scott-Küste des ostantarktischen Viktorialands. Sie markiert westlich des festlandgebundenen Kap Russell die westliche Begrenzung der Einfahrt zur Evans Cove. 
Neuseeländische Wissenschaftler benannten sie. Der weitere Benennungshintergrund ist nicht überliefert.